# اليسار الصربي (2022)
اليسار الصربي هو حزب سياسي في صربيا. تأسس في يناير 2022 خلفًا مباشرًا للحزب الشيوعي.
زعيمه هو رادوسلاف ميلوجيتشيتش النائب السابق للحزب الديمقراطي، بينما رئيسه الفخري هو يوشكا بروز الزعيم السابق للحزب الشيوعي. وفقًا لميلوجيتش فإن الحزب يعارض حكومة ألكسندر فوتشيتش على الرغم من أن بروز لا يزال يخدم في المجموعة البرلمانية للحزب الاشتراكي الصربي بعد تشكيل حزب العمال الاشتراكي.